# The Transplants (musikalbum)
The Transplants, ett musikalbum av The Transplants, släppt den 22 oktober, 2002.

## Låtar på albumet
1. "Romper Stomper"
2. "Tall Cans In The Air"
3. "D.J. D.J."
4. "Diamonds And Guns"
5. "Quick Death"
6. "Sad But True"
7. "Weigh On My Mind"
8. "One Seventeen"
9. "California Babylon"
10. "We Trusted You"
11. "D.R.E.A.M."
12. "Down In Oakland"